# Malina ponętna
Malina ponętna, truskawko-malina (Rubus illecebrosus Focke) – gatunek roślin z rodziny różowatych. Pochodzi z Japonii, jest uprawiany w wielu regionach świata.

## Morfologia
PokrójPółkrzew wyrastający do wysokości 0,6 m o pokroju zbliżonym do kulistego.
KwiatyRoślina kwitnie w lipcu. Kwiaty, białe, duże. Zapylane przez owady.
OwoceŻywoczerwone, dojrzewają w sierpniu, duże, kuliste i błyszczące. Są jadalne, w smaku przypominają owoce morwy, średnicy ok. 30 mm. Owocuje na pędach jednorocznych.

## Zastosowanie
Owoce można stosować jako uzupełnienie i dekorację w galaretkach oraz przy wypieku ciast. Gatunek nadaje się także na niskie, dekoracyjne żywopłoty. Szybko rozprzestrzenia się na wolnej powierzchni.

## Uprawa
Roślina rośnie zarówno na glebie piaszczystej, jak i cięższej, wymaga jednak podłoża dobrze przepuszczalnego, wilgotnego. Toleruje szeroki zakres pH gleby. Może rosnąć w półcieniu lub w pełnym słońcu. Nasiona wymagają stratyfikacji. Należy je wysiewać na początku jesieni w zimnym inspekcie. Przechowywane nasiona wymagają jednego miesiąca stratyfikacji w temperaturze około 3 °C.